# Mesochorus aurantiacus
Mesochorus aurantiacus är en stekelart som beskrevs av Dasch 1974. Mesochorus aurantiacus ingår i släktet Mesochorus och familjen brokparasitsteklar. Inga underarter finns listade i Catalogue of Life.